# Manto

Corte esquemático da Terra desde o Núcleo à Exosfera (escala variável).

Manto é a camada da estrutura da Terra (e dos outros planetas de composição similar) que fica diretamente abaixo da crosta/crusta prolongando-se em profundidade até ao limite exterior do núcleo. O manto terrestre estende-se desde cerca de 30 km de profundidade (podendo ser bem menor nas zonas oceânicas) até aos 2 900 km abaixo da superfície (transição para o núcleo). A diferenciação do manto iniciou-se há cerca de 3 800 milhões de anos, quando a segregação gravimétrica dos componentes do proto-planeta Terra produziram a actual estratificação. A pressão na parte inferior do manto atinge mais de 140 GPa (equivalente a 1 400 000 atmosferas). O manto difere marcadamente da crosta pelas suas características de composição química e de comportamento mecânico, o que se traduz pela existência de uma clara alteração súbita (uma descontinuidade) nas propriedades físicas dos materiais, que ficou conhecida por descontinuidade de Mohorovičić, ou simplesmente Moho, em homenagem a Andrija Mohorovičić, o geofísico que a descobriu. Esta descontinuidade marca a fronteira entre a crosta e o manto.
Em tempos pensou-se que a Moho representava a fronteira entre a estrutura rígida da crosta e a zona mais plástica do manto, sendo a zona onde o movimento relativo entre as placas da litosfera rígida e a astenosfera plástica ocorreria. Contudo, estudos recentes demonstram que essa fronteira acontece muito abaixo, em pleno manto superior, a profundidades da ordem dos 70 km sob crusta oceânica e de 150 km sob a crosta continental. Assim, o manto imediatamente abaixo da crusta é composto por material relativamente frio (aprox.100º C), rígido e fundido com a crusta, apesar de estar dela separado pela Moho. Tal demonstra que a Moho é na realidade uma descontinuidade composicional e não uma zona de separação dinâmica.

## Exploração
O conhecimento que se tem do manto está essencialmente baseado em estudos geofísicos indirectos, em especial no estudo da propagação das ondas sísmicas, e no estudo de amostras de rochas de grande profundidade que são trazidas para a superfície pela orogenia ou pelo vulcanismo (ofiolitos, kimberlitos e xenólitos gabrosos). Daí o interesse em obter amostras directas do manto, o que se tentou, debalde, com o projecto de perfuração oceânica denominado projecto Mohole.
Depois do abandono do projecto Mohole, que nos anos de 1970-1980 pretendeu fazer uma perfuração que atingisse a descontinuidade de Mohorovičić, estava prevista para 2007 nova tentativa. Desta vez seria utilizado o navio japonês Chikyu para perfurar 7 000 m na crusta oceânica, cerca do triplo da profundidade máxima já atingida em fundos oceânicos, com o objectivo de obter materiais da descontinuidade e das camadas do manto superior imediatamente abaixo.
| Corte do interior terrestre, do núcleo para a exosfera. Sem escala. | Profundidade km | Camada           | Densidade g/cm³ |
| ------------------------------------------------------------------- | --------------- | ---------------- | --------------- |
| Corte do interior terrestre, do núcleo para a exosfera. Sem escala. | 0–60            | Litosfera        | —               |
| Corte do interior terrestre, do núcleo para a exosfera. Sem escala. | 0–35            | … Crosta         | 2.2–2.9         |
| Corte do interior terrestre, do núcleo para a exosfera. Sem escala. | 35–60           | … Manto superior | 3.4–4.4         |
| Corte do interior terrestre, do núcleo para a exosfera. Sem escala. | 35–2890         | Manto            | 3.4–5.6         |
| Corte do interior terrestre, do núcleo para a exosfera. Sem escala. | 100–700         | … Astenosfera    | —               |
| Corte do interior terrestre, do núcleo para a exosfera. Sem escala. | 2890–5100       | Núcleo externo   | 9.9–12.2        |
| Corte do interior terrestre, do núcleo para a exosfera. Sem escala. | 5100–6378       | Núcleo interno   | 12.8–13.1       |